# 鬼頭鍋三郎
鬼頭 鍋三郎（きとう なべさぶろう、1899年6月18日 - 1982年6月14日）は、洋画家、日本芸術院会員。
愛知県愛知郡千種町(現:名古屋市千種区)出身。舞妓の画家として知られる。代表作に 『手をかざす女』等。

## 略歴
- 1899年 愛知県愛知郡千種町の地主の家に次男として生まれる。[3]
- 1916年 名古屋商業学校を卒業し、明治銀行に入行[4]。
- 1921年 明治銀行を退職[4]。
- 1923年 上京し、親交のあった 冨澤有爲男との縁により岡田三郎助に師事。松下春雄と美術グループ「サンサシオン」結成。
- 1924年 辻永に師事。帝展に出品。
- 1931年 光風会会員。1934年帝展特選。
- 1942年 呉淞上陸作戦の記録画を依頼され中国に渡る。
- 1943年 「小休止」で陸軍大臣賞受賞。（戦後は日展に出品）
- 1944年 従軍画家として戦地に赴任[1]。
- 1952年 日展運営会参事。
- 1953年 中部日本新聞社文化賞受賞[5]。
- 1954－1955年 渡欧。イタリア、オランダ、アメリカ等を漫遊した後帰国。[3]
- 1956年 日本芸術院賞受賞。
- 1958年 日展評議員。
- 1963年 日本芸術院会員、日展理事。
- 1968年 愛知県立芸術大学教授（ - 1973年）[1]。
- 1969年 日展常務理事。
- 1970年 勲三等瑞宝章受章。光風会理事長就任（ - 1980年）[1]。
- 1975年 日展顧問。

## 人物
代表作である「舞妓」シリーズが大変有名である。当時から舞妓を題材にした画家は多数いたが、鬼頭はそういった人物には珍しく、大変遠慮深く、常にモデルに気を使い、ポージング等も注文こそすれ、強制することは決してなかったと言う。そのため、同じモデルの舞妓でも、鬼頭の時は気楽で良いと言う妓も多かったと言う。また、シリーズの創作には年二回、正月と祇園祭の折に「祇園 桝梅」を2日間だけ必ず訪れていた。また、かなりのヘビースモーカーで、常にパイプを離さなかったが、晩年に心臓に病気を患ってからはきっぱりとやめたと言う。また、若さの秘訣として、老人クラブや敬老会などで同世代同士で馴れ合うことを嫌い、若い世代と付き合い、気持ちを常に若くしておくことを心がけていたと言う。また、30を過ぎた頃から創作を昼間だけにし、歳をとるにつれ早寝早起きが習慣的になった。こういったこともあり、当時としては82歳と言う比較的長寿であった。

## 作品
| 作品名                           | 技法           | 形状・員数 | 寸法（縦x横cm） | 所有者                                             | 年代                 | 出品展覧会     | 落款・印章 | 備考           |
| -------------------------------- | -------------- | ---------- | --------------- | -------------------------------------------------- | -------------------- | -------------- | ---------- | -------------- |
| 画室                             | キャンバス油彩 |            | 162.4×131.0     | 刈谷市美術館                                       | 1934年（昭和9年）    | 第22回光風会   |            |                |
| 花の前のＮ嬢                     | キャンバス油彩 |            | 90.8×72.8       | 刈谷市美術館                                       | 1941年（昭和16年）   |                |            |                |
| 銃後                             | キャンバス油彩 |            | 90.8×73.0       | 刈谷市美術館                                       | 1942年（昭和17年）頃 |                |            |                |
| 呉淞鉄道桟橋附近戦闘図           | キャンバス油彩 |            | 186.5x247       | 愛知縣護國神社                                     | 1943年（昭和18年）頃 |                |            |                |
| 幸部隊小休止                     | キャンバス油彩 | 額1面      | 129.7×192.5     | 東京国立近代美術館保管（アメリカ合衆国無期限貸与） | 1943年（昭和18年）   | 陸軍美術展     |            | 陸軍大臣賞受賞 |
| 前線における畑、岡村両最高指揮官 | キャンバス油彩 | 額1面      | 185.0×255.0     | 東京国立近代美術館保管（アメリカ合衆国無期限貸与） | 1945年（昭和20年）   | 戦争記録画展   |            |                |
| 舞姿                             | キャンバス油彩 |            | 72.2×53.2       | 刈谷市美術館                                       | 1981年（昭和56年）   | 第67回光風会展 |            |                |